# За въртенето на небесните сфери
„За въртенето на небесните сфери“ (на латински: De revolutionibus orbium coelestium) е книга на Николай Коперник, отпечатана през 1543 г. в Нюрнберг, която представя неговата хелиоцентрична система. Изложеният възглед за строежа на Вселената и Слънчевата система е несъвместим с утвърдения след античността геоцентризъм, изложен в трудовете на Аристотел и астрономията на Птолемей.
Коперник предлага модел, в който Слънцето е в центъра на Вселената, а Земята и другите планети обикалят по концентрични кръгови орбити около него. По-късно този модел се усъвършенства от Йоханес Кеплер, който открива, че планетите се движат по елипси, и Исак Нютон, който доказва трите закони на Кеплер като теореми, следващи от неговия закон за всемирното притегляне.
В исторически план хелиоцентричната теория е предложена за пръв път от Аристарх Самоски през 3 век пр.н.е. Има спор дали Коперник е познавал трудовете на Аристарх. Излагайки своята теория, която е била твърде смела за епохата си, Коперник е представил тезата си като математически трик, който значително улеснява пресмятанията на положенията на планетите и обяснява ретроградното движение.

## История на издаването
През 1514 Коперник излага накратко в ръкопис своята хелиоцентрична система и този текст, по-късно известен като „Маликият коментар“ (Commentariolus), става достояние на ограничен кръг заинтересовани астрономи. Почти 20 години по-късно Йохан Видманщетер излага тази идея в папския двор, откъдето Йохан Шьонберг изпраща писмо-покана до Коперник сам да представи разработката на своите идеи. Коперник не откликва, но запазва писмото, което по-късно бива отпечатано в предговор на книгата. В края на трийсетте години Ретик посешава Коперник и го убеждава да завърши текста на книгата. От свое име издава едно „Първо Изложение“ (Narratio Prima) на коперниканската система, което излиза едновременно с таблици подготвени от Коперник и съставляващи приложение към бъдещата книга. В края на 1542 ръкописът е изпратен при печатар в Нюрнберг, където Осиандер и други внасят различни изменения, а през пролетта на 1543, когато книгата е отпечатана, Коперник е изправен пред свършен факт: неговото заглавие и множество пасажи са редактирани, а изданието е предшествано от анонимен предговор, изопачаващ неговия замисъл. След скорошната смърт на Коперник неговите съмишленици правят опит да издадат нередактирана версия, но опитът им се проваля. Този автеничен авторов текст обаче е запазен и от края на 19 век неколкократно е публикуван, а съвременните критически издания го отчитат.
Второто издание на De Revolutionibus е направено в Базел през 1566 (Henricus Petrus), а през 1617 излиза и третото в Амстердам. След като Църквата осъжда книгата през 1616, дълго време трудът на Коперник не се издава, макар че в 1854 излиза превод на полски език с оригиналното встъпление от Коперник. Книгата е включена в Пълното издание от трудовете на Коперник, направено по повод 500-годишнината от рождението му. През 2015 във Франция излиза тритомно критическо издание, осъществено от CNRS.

## Рецепция на книгата
Преди появата му, думата „революция“ се е отнасяла само за небесни тела. Съвременната употреба в западните, а по-късно и в другите общества, идва от неговото заглавие – De Revolutionibus Orbium Coelestium („За въртенето на небесните сфери“).